# Freckenham
Freckenham är en by och en civil parish i distriktet West Suffolk i Suffolk i England. Orten har 365 invånare. Den har en kyrka.